# عبد الرحمن الحمدان
عبد الرحمن الحمدان (1970 - )، حارس مرمى كرة قدم سعودي سابق و مدرب حالي ، لعب مع نادي الشباب حتى عام 2004 وبعدها اعتزل اللعب. و هو والد اللاعب الدولي عبد الله الحمدان.

## المسيرة التدريبية
عمل مدرباً للحراس في نادي الشباب ونادي الشعلة و عمل مساعد للمدرب علي كميخ في الفيصلي الأردني ونادي شباب الأردن و عمل مدرباً لنادي حطين.